# کاستلنووو نه مونتی
کاستلنووو نه مونتی (به ایتالیایی: Castelnovo ne' Monti) یک کومونه در ایتالیا است که در استان رجو امیلیا واقع شده‌است.

## خصوصیات
کاستلنووو نه مونتی ۹۶ کیلومترمربع مساحت و ۱۰٬۵۳۹ نفر جمعیت دارد و ۷۰۰ متر بالاتر از سطح دریا واقع شده‌است.